# Osiedle Świętego Piątka
Osiedle Świętego Piątka w Zamościu – jedna z szesnastu dzielnic (jednostek), na jakie podzielone jest miasto Zamość. Jest położona w jego wschodniej części, na tzw. Nowym Mieście. Granice przebiegają: 
- ulicami: Partyzantów, Gminna, Świętego Piątka, Młyńska, Nadrzeczna, Ogrodowa, Lipska, Żdanowska i G. Narutowicza

oraz
- rzeką Łabuńka.

Większość zabudowy tej dzielnicy stanowią domy jednorodzinne, z nielicznymi, niewielkimi blokami. Jedynym większym osiedlem składającym się z bloków jest nowe osiedle Świerkowa Aleja przy ul. Młyńskiej, a nieco mniejsze tworzą bloki na rogu ulic Partyzantów i Orlej. Zabudowa mieszkalna zajmuje większość powierzchni dzielnicy, zwłaszcza na południe od ulicy Świętego Piątka. Jest dość zwarta, z nieco mniejszym skupieniem pomiędzy ulicami H. Jordana i Weteranów, gdzie znajdują się głównie nowe domy, budowane w ostatnich latach (nieformalnie określane jako osiedle Kompozytorów), oraz liczne budowy kolejnych.
Przebiega tędy (ulicami: Lipska i Orląt Lwowskich) droga wojewódzka nr 849.
Funkcjonują tu dwie szkoły: podstawowa (nr 6) przy ul. Orlej oraz publiczne II LO przy ul. Partyzantów.
Przy granicy z Osiedlem Nowe Miasto, przy ulicy Partyzantów, znajduje się kościół rzymskokatolicki pw. św. Krzyża. A przy ulicy Korczaka Sala Królestwa zboru Świadków Jehowy
Obiekty usługowe skupiają się przy głównych, przelotowych ulicach, zwłaszcza świętego Piątka, Lipskiej i wspomnianej Partyzantów, do których można zaliczyć niewielkie sklepy, warsztaty motoryzacyjne; są tu ponadto hotel "Polak" (ul. Orla) oraz jeden z większych w mieście salonów meblowych "Marcin" (ul. św. Piątka/Weteranów). Z ważniejszych obiektów Zamościa znajduje się tu budynek z delegaturą Urzędu Marszałkowskiego (ul. Partyzantów) oraz innymi instytucjami, Prokuratura Okręgowa (ul. Orla) i oddział PCK (ul. św. Piątka). Na osiedlu tym zlokalizowane jest również jedno z zamojskich muzeów, jakie otwarto w 2020 roku - Roztoczańskie Muzeum PRL.
We wschodniej części dzielnicy zlokalizowany jest jeden z większych w mieście zakładów przemysłowych SipMot (ul. Młyńska).
Wśród ciekawszych obiektów można tu zauważyć figurę "Święty Piątek", przy ulicy o tej samej nazwie, po której początkowo, po założeniu miasta, przebiegał dawny trakt lwowski. Pochodzi ona z XVII wieku, ma formę słupa z ośmioma bokami z niewielkimi płaskorzeźbami. Przy ulicy Partyzantów znajduje się inny stary obiekt – drewniana wieża ciśnień (z lat 20. XX wieku), jedyna tego typu, jaka pozostała w mieście (obecnie w jej miejscu powstaje osiedle, na którym została zachowana i przeniesiona bliżej ulicy), a przy ul. Ogrodowej rokokowa figura św. Michała Archanioła z drugiej poł. XVIII w., jaka podczas modernizacji zamojskiej twierdzy została tu przeniesiona z przebudowywanej wówczas Bramy Szczebrzeskiej. Z końca XIX w. pochodzi także nieco większy budynek przy ul. Orlej (za II LO), gdzie mieściła się dawna fabryka spirytusu "Monopol" - po pracach remontowych (2015 r.) przeniesiono tu siedzibę Prokuratury Okręgowej. 

## Galeria

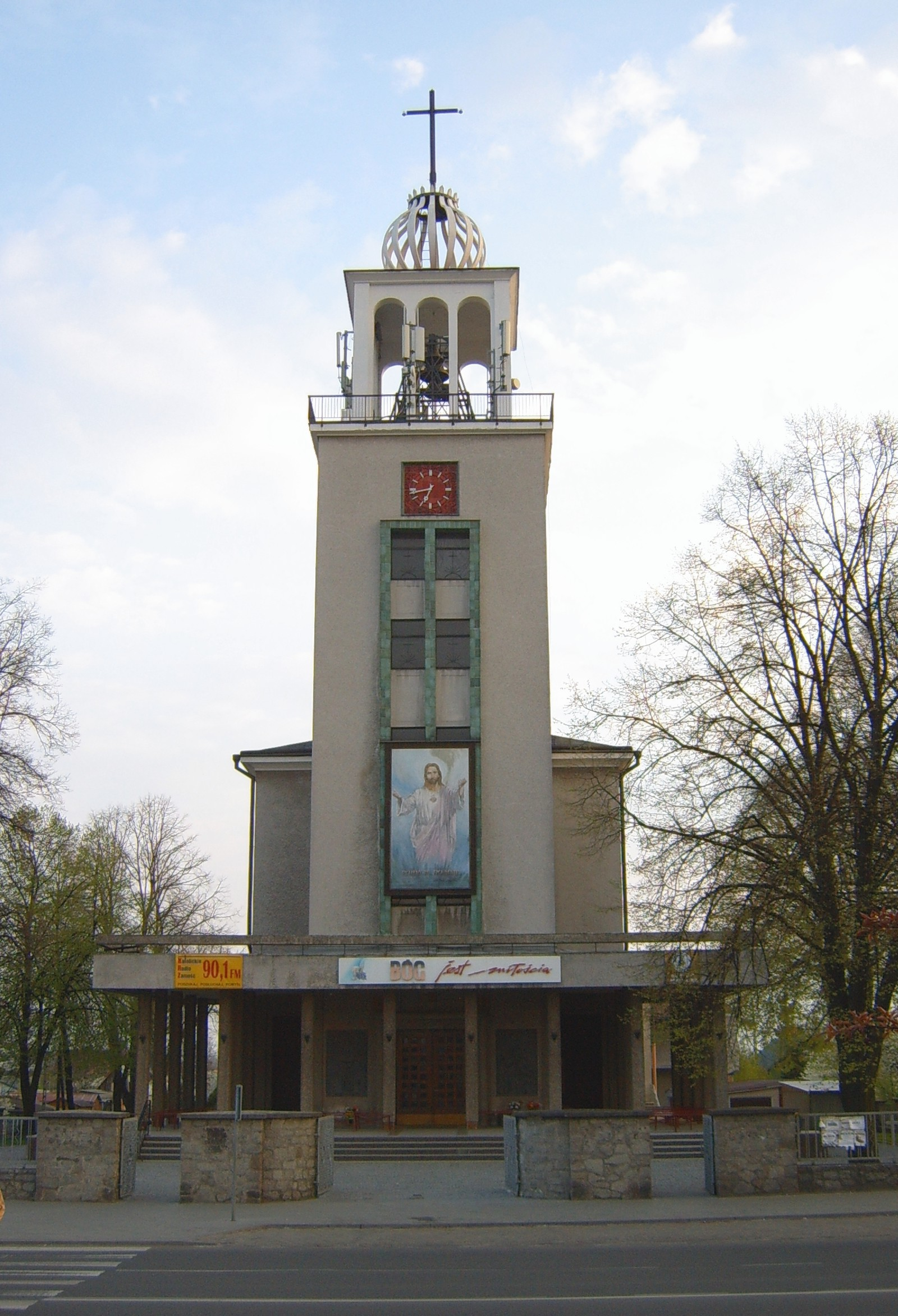
Kościół pw. św. Krzyża
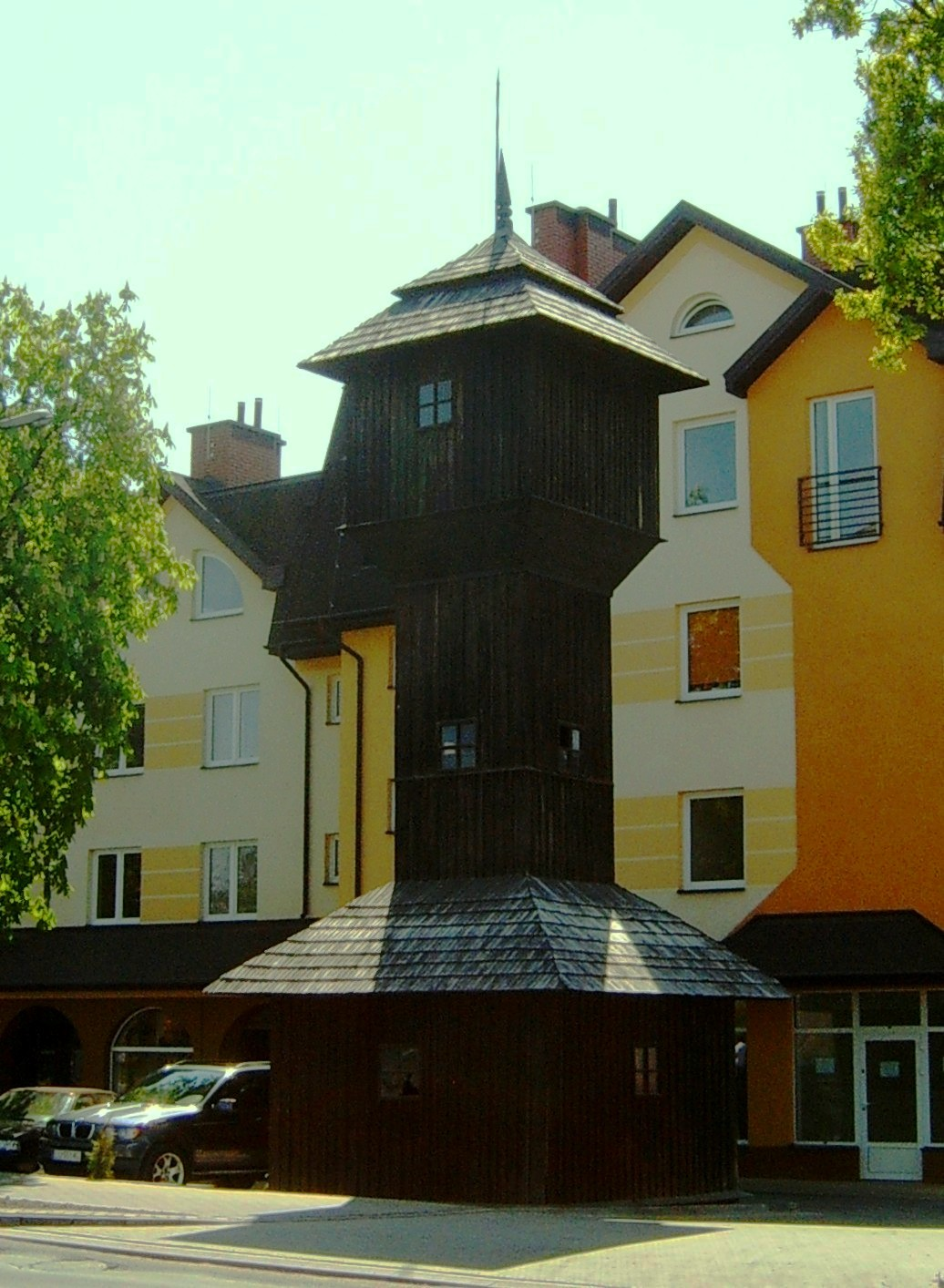
Wieża ciśnień
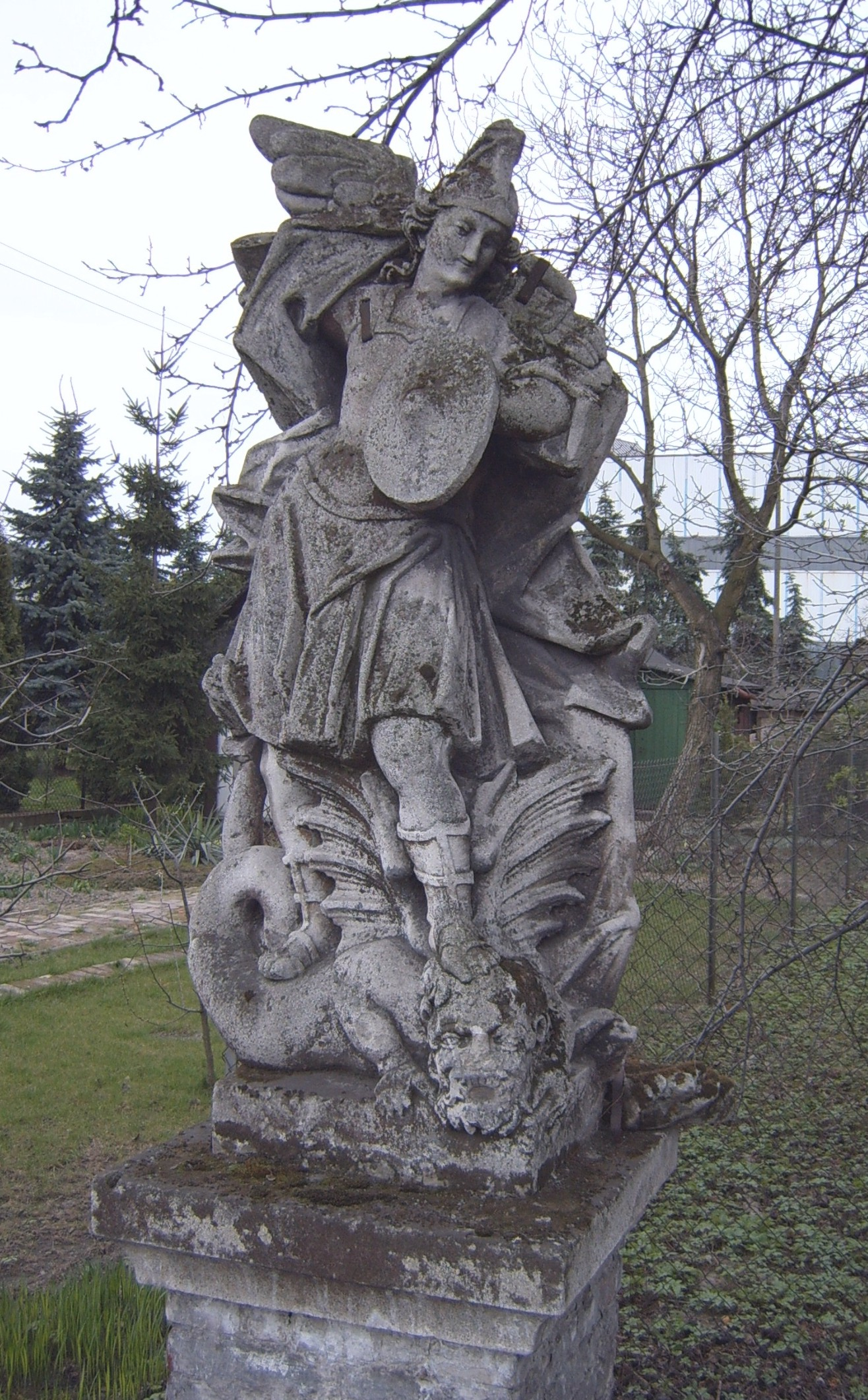
Figura św. Michała Archanioła
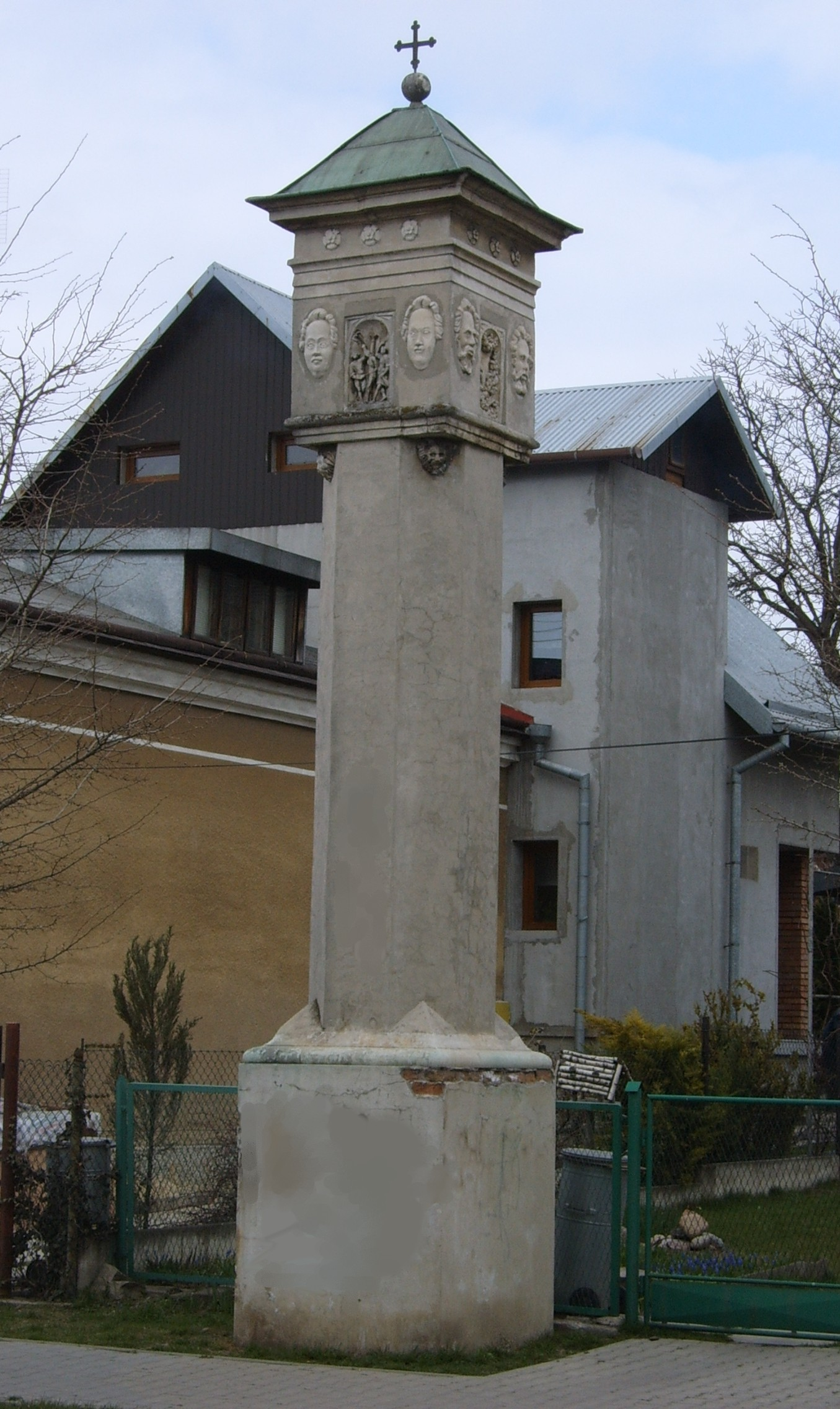
Figura "Święty Piątek"